# Amblynotus
Amblynotus, monotipski biljni rod iz porodice boražinovki opisan 1924. godine. Jedina vrsta je A. rupestris, trajnica iz Sibira i susjedne, Kine, Mongolije i Kazahstana
Cvjetovi su plavi, iistovi naizmjenični, kopljasti, na vrhu tupi.

## Sinonimi
- Amblynotus chinganicus A.I.Baranov & Skvortsov
- Amblynotus dauricus (Pall. ex Roem. & Schult.) I.M.Johnst.
- Amblynotus obovatus (DC.) I.M.Johnst.
- Anchusa pauciflora Roem. & Schult.
- Anchusa rupestris (Pall.) Sweet
- Eritrichium dauuricum (Pall. ex Roem. & Schult.) Brand
- Eritrichium obovatum (Ledeb.) A.DC.
- Eritrichium rupestre (Georgi) Bunge
- Krynitzkia obovata A.Gray
- Myosotis dauurica Pall. ex Roem. & Schult.
- Myosotis obovata Ledeb.
- Myosotis rupestris Georgi